# Bron vid Maincy

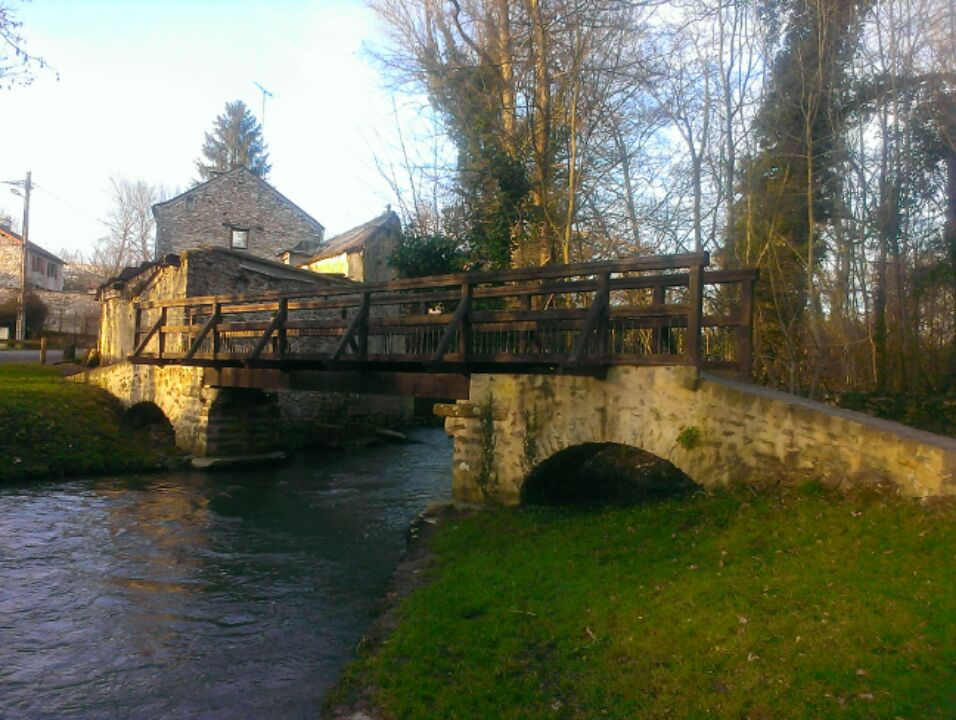
Bron vid Maincy år 2015.

Bron vid Maincy (franska: Pont de Maincy) är en oljemålning av den franske konstnären Paul Cézanne från omkring 1879. Målningen är utställd på Musée d'Orsay i Paris.
Den avbildade bron finns kvar idag. Den sträcker sig över Almont, biflod till Seine, vid Maincy i regionen Île-de-France. Den ligger inte långt ifrån Melun där Cézanne tillfälligt bodde. Han hade vid denna tid börjat fjärma sig från impressionismen.